# 三谷美菜津
三谷 美菜津（みたに みなつ、1991年9月4日 - ）は、石川県出身のバドミントン選手。バドミントン日本代表ナショナルチームに選出されている。
金沢向陽高校時代、2009年インターハイ女子シングルスで優勝し、卒業後にNTT東日本入社。
2012年のユーバー杯（団体戦世界選手権）で日本の3位入賞に貢献。中国マスターズで王琳と王適嫻を破ってベスト8。フランス・オープンでは1回戦の蒋燕皎から準決勝の廣瀬栄理子戦まですべてストレートで勝利して決勝に進出し、決勝でもサイナ・ネワールを2-0（21-19、21-11）で降してスーパーシリーズの大会で初優勝した。
2014年、ユーバー杯で準優勝。第16シードで出場した世界バドミントン選手権大会では3回戦で前回女王のラチャノック・インタノンを破るなどして準決勝まで進出し3位入賞。女子シングルスでは第1回大会（1977年）の湯木博恵以来となる銅メダルを獲得した。

## 主な成績
国内大会
| 年   | 大会             | 種目 | 成績   | Name       |
| ---- | ---------------- | ---- | ------ | ---------- |
| 2010 | 全日本総合選手権 | WS   | 3位    | 三谷美菜津 |
| 2011 | 全日本総合選手権 | WS   | 3位    | 三谷美菜津 |
| 2012 | 全日本総合選手権 | WS   | 準優勝 | 三谷美菜津 |
| 2013 | 全日本総合選手権 | WS   | 優勝   | 三谷美菜津 |

国際大会
| 年   | 大会                             | 種目 | 成績    | Name       |
| ---- | -------------------------------- | ---- | ------- | ---------- |
| 2010 | オーストラリア・オープン         | WS   | 準優勝  | 三谷美菜津 |
| 2011 | 大阪インターナショナルチャレンジ | WS   | 優勝    | 三谷美菜津 |
| 2011 | クロアチア国際                   | WS   | 優勝    | 三谷美菜津 |
| 2011 | ルーマニア国際                   | WS   | 優勝    | 三谷美菜津 |
| 2012 | ユーバー杯                       | TEAM | 3位     | 日本       |
| 2012 | 中国マスターズ                   | WS   | ベスト8 | 三谷美菜津 |
| 2012 | フランス・オープン               | WS   | 優勝    | 三谷美菜津 |
| 2012 | 中国オープン                     | WS   | ベスト4 | 三谷美菜津 |
| 2013 | 韓国オープン                     | WS   | ベスト4 | 三谷美菜津 |
| 2012 | ユーバー杯                       | TEAM | 準優勝  | 日本       |
| 2014 | 世界バドミントン選手権大会       | WS   | 3位     | 三谷美菜津 |